# Distrito Nacional
Distrito Nacional (phát âm tiếng Tây Ban Nha: [disˈtɾito nasjoˈnal]; D.N.) là một đơn vị hành chính của Cộng hòa Dominica bao quanh thủ đô Santo Domingo. Khu vực này không thuộc bất kỳ tỉnh nào, nhưng trên thực tế lại hoạt động như một tỉnh độc lập. Trước ngày 16 tháng 10 năm 2001, Distrito Nacional có diện tích lớn hơn nhiều, bao gồm cả khu vực hiện nay gọi là tỉnh Santo Domingo. Các số liệu thống kê và bản đồ được công bố thường vẫn thể hiện theo ranh giới cũ, tức là khu Distrito Nacional rộng lớn hơn. Khu vực này hoàn toàn không có vùng nông thôn hay kém phát triển.